# Nell Blaine
Nell Blair Walden Blaine (Richmond, 10 de julio de 1922 – Nueva York, 14 de noviembre de 1996) fue una pintora de paisaje, expresionista y acuarelista estadounidense.

## Trayectoria
Blaine nació con problemas de salud y severamente estrábica. Cuando tenía dos años, sus padres se dieron cuenta de que era extremadamente miope y le pusieron gafas. Recordaba su emoción por poder ver de repente el mundo que la rodeaba mientras corría exclamando "agua, árbol y casa". Su discapacidad visual temprana puede estar en la raíz de la alegría con la que tomó el mundo visual. El padre de Blaine, Harry Wellington Blaine, que había estado anteriormente casado, sufrió profundamente la pérdida de su primera mujer, que había muerto al dar a luz. Su dolor se transformó en ira contra su hija en forma de abuso verbal y, a menudo, físico. Su segunda mujer, Eudora Catherine Garrison, había dado clase en la escuela primaria durante diez años y fue la tutora de Blaine durante el año en el que su salud era demasiado frágil para asistir a clase.
El padre de Blaine perdió su trabajo como inspector del maderero, y tuvo que conformarse con un salario menor durante la Gran Depresión. Esta desgracia hizo que su abuelo se mudara con ellos en el ya abarrotado espacio. Sin embargo, Blaine amaba a su abuelo y recordaba que a él le encantaba bailar, hacer bromas y contar historias brillantes. Cuando empezó la escuela, sus compañeros se burlaban de ella debido a su mirada estrábica, pero a menudo se defendía con los puños. Era una niña pálida y desnutrida, y su escuela tuvo que colocarla en una clase especial con una dieta estricta. Debido a su condición, Blaine tenía horas especiales de siesta y más actividades al aire libre que el resto de niños. La mirada bizca de Blaine fue corregida después de visitar a su tía Nellie Sue y su familia en Baltimore, tras varias operaciones en el Hospital Johns Hopkins, junto con meses de llevar vendas. Cumplir trece años de edad fue un gran punto de inflexión en su vida, tanto por su nueva visión como por la cálida bienvenida de sus compañeros en la escuela.
Las habilidades de dibujo de Blaine mejoraron enormemente debido a la cirugía, y recordaba haberle dicho a su madre, a la edad de cinco años, que tenía el deseo de dibujar y hacer arte. Su prima Ruth le compró su primer juego de pinturas de acuarela, del que le intrigaba su movimiento en el papel. Pero la vida adolescente no estuvo exenta de problemas derivados de la enfermedad de su padre, que sufría asma y tuvo una serie de ataques cardíacos que lo dejaron discapacitado y con oxígeno durante largos períodos. Blaine solo escapaba de ellos con sus viajes de verano a Baltimore a la casa de Nellie Sue, y fue en uno de estos viajes cuando le llegó la noticia de la muerte de su padre. 

Las flores fueron el vínculo perdurable más feliz de Blaine con su infancia en Richmond, Virginia, de dónde recordaba: 
"Vivíamos en una casa pequeña y sencilla que mi padre construyó en un vecindario de clase media, y la mitad superior se alquiló, por lo que nuestro espacio era muy estrecho. En el patio, mi madre, mi padre y yo teníamos un jardín. El gusto de mi madre se inclinaba por las rosas y las flores de primavera, y tenía cosas ordinarias como Zinnias y bluets, pero la gloria de nuestro patio eran las dalias de mi padre. Florecieron en colores maravillosos y brillantes, y las flores eran tan grandes como platos. Recuerdo el cuidado con el que clasificó los bulbos y los guardó en el sótano durante el invierno".
Blaine estudió en la Escuela de Arte de Richmond (ahora VCU) con Theresa Pollak. En 1942, se mudó a la ciudad de Nueva York para estudiar pintura con Hans Hofmann, con quien se relacionó a través de la imprenta Worden Day. A través de su formación de un año en la Escuela Hans Hofmann, adoptó un estilo no pictórico. En 1943, se unió al grupo de American Abstract Artists como su miembro más joven. Blaine estudió grabado con Stanley William Hayter en el Atelier 17, desde 1945.

## Carrera
El trabajo de Blaine había comenzado como "fuertemente realista" pero se transformó en un estilo abstracto, inspirado en artistas como Piet Mondrian, Fernand Leger y Jean Helion. La asociación de Blaine con el grupo American Abstract Artists la llevó a tener su primera exposición individual, celebrada en la Jane Street Gallery de Greenwich Village, de la que fue miembro fundador y fue sede de la primera cooperativa de artistas conocida en Nueva York. En estos primeros años con el Jane Street Group, Blaine prescribió un estilo abstracto, explicando más tarde: "[Para 1944], me estoy desarrollando tan rápido en mis gustos y me vuelvo más abstracta cada vez, hasta el punto de una gran purificación....", y sobre los demás miembros del Jane Street Group, "éramos muy dogmáticos en nuestro programa. Ahora, cuando miro hacia atrás, estoy un poco avergonzada. Pero estábamos tan emocionados que pensamos que era el evangelio. Cuando eres joven estás muy seguro de ti mismo".
Blaine y muchos otros artistas jóvenes utilizaron el espacio para exhibir y vender sus obras, recaudando fondos de los coleccionistas y donantes en Nueva York y haciendo un nombre por sí mismos a través de exposiciones compartidas y en solitario. En este momento, Blaine estaba trabajando junto a Ida Fischer, Judith Rothschild y otros artistas expresionistas abstractos menores de 25 años. Blaine vivió y trabajó brevemente en París alrededor de 1950 con el artista Larry Rivers, viajando por Europa y exponiendo con el grupo de artistas abstractos estadounidenses en Francia, Dinamarca e Italia. Esta experiencia la inspiró a probar la pintura tradicional europea del siglo XIX. Se presentó en la Galería Tibor de Nagy a partir de 1953. 
A mediados de la década de 1950, refinó su estilo cada vez más pintoresco y colorido. Trabajó directamente con la naturaleza o la naturaleza muerta, centrándose especialmente en las formas y los tonos de las flores. También durante este tiempo, Blaine se destacó entre un prestigioso círculo de artistas y poetas de Nueva York que incluía a John Ashbery, Frank O'Hara, Willem de Kooning, Kenneth Koch, Lee Krasner, Jane Freilicher, Leland Bell, Louisa Matthiasdottir, Robert De Niro Sr., y Rudy Burckhardt. En 1955, diseñó el logotipo original de los encabezados de las columnas y el diseño del periódico semanal de Nueva York The Village Voice.
En 1959, pasó varios meses viajando y pintando en Grecia antes de contraer polio bulbospinal, o paralítica, durante su visita a la isla de Miconos. Después de ocho meses en un hospital de Nueva York, le dijeron que nunca volvería a pintar. A pesar de que usó una silla de ruedas el resto de su vida, la terapia física intensiva había rehabilitado el uso de sus manos en 1960, y desde entonces usaría su mano izquierda para pintar con óleo, y su mano derecha para dibujar y trabajar con acuarelas.

## Trabajo
Blaine se resistió a clasificar su trabajo, que exploraba el color y la interacción de la luz y la sombra. El tema principal eran los paisajes del río Hudson hechos desde la ventana de su apartamento, jarrones de flores, bodegones, interiores de casas o su jardín en Gloucester, Massachusetts. Llegó a decir: 
"El artista necesita un ambiente permisivo. No estoy involucrada en el impresionismo, y he pasado de mi presentación abstracta total anterior. Las mías son pinturas de acción. Quiero que me sorprenda lo que estoy haciendo. Un artista debe ser su propio líder, sin importar la dirección que tome".
En la década de 1950, el trabajo de Blaine había alcanzado un reconocimiento considerable en la ciudad de Nueva York. El crítico de arte Clement Greenberg elogió su trabajo, Ad Reinhardt acreditó su trabajo en 1947 y Peggy Guggenheim seleccionó una de sus piezas para una exposición colectiva en Art of This Century en 1945. A medida que su práctica continuaba, comenzó a experimentar más con el expresionismo abstracto, la acuarela como medio y el motivo repetitivo de una vista de la ventana desde un interior. Para 1959, a pesar de su salud agotada, Blaine viajaba con frecuencia, pintaba escenas de paisajes en el Caribe, Europa, Nueva Inglaterra y más. En este punto, había pasado en gran parte más allá de su fase de expresionismo abstracto y hacia un estilo más modernista . A mediados de la década de 1970, se había establecido en Gloucester, Massachusetts. 
Desde el principio, vio la pintura como un medio para celebrar la vida y concibió su papel como una orquestadora de formas y colores. Blaine transmitiría este sentido de celebración en sus primeras abstracciones inspiradas en el jazz, los pétalos recientes de dalias o las zinnias acolchadas que atestiguan los abundantes pequeños milagros de lo común. El trabajo de Blaine a menudo expresa una sensación de aislamiento. Si bien Gloucester estaba obviamente mucho más aislado que Nueva York, el tema también es visible en sus primeros trabajos. Gran parte de su estilo personal y solitario puede atribuirse a la relación íntima entre el artista y la naturaleza, a la que estaba profundamente en sintonía cuando vivía en una zona rural de Massachusetts. Se sabía que Blaine pintaba en aislamiento, a menudo tarde en la noche, cuando podía tener el ambiente tranquilo que prefería. 

## Vida personal
En 1943, Blaine se casó con Bob Bass, un trompetista francés que le presentó a los pintores Larry Rivers y Jane Freilicher; Blaine y Bass se divorciaron en 1949. Vivió durante muchos años en un gran apartamento y estudio en el edificio en 210 Riverside Drive con su compañera de por vida, la artista Carolyn Harris, y mantuvo una casa de verano en Gloucester. Un extenso obituario de Blaine apareció en el New York Times el 15 de noviembre de 1996.

## Reconocimiento
Las obras de Blaine se incluyen en las colecciones permanentes del Museo Metropolitano de Arte, el Museo Whitney de Arte Estadounidense, el Museo de Brooklyn, la Academia Nacional de Dibujo de Estados Unidos, el Museo Hirshhorn y el Jardín de Esculturas, el Museo Nacional de Mujeres Artistas, el Rose Art Museum, el Museo de Bellas Artes de Virginia, y el Museo de Arte Contemporáneo de Los Ángeles.
Recibió una beca de artes visuales del Museo de Bellas Artes de Virginia en 1943 y 1946, que apoyó su entrenamiento en Nueva York con Hofmann y Hayter respectivamente. La revista Life presentó a Blaine como una de las cinco "mujeres artistas estadounidenses en ascenso" en su número del 13 de mayo de 1957.
En 1973, el Virginia Museum of Fine Arts honró a Blaine con una exposición individual que examinó más de una década de su trabajo. En 1980, Blaine fue elegida miembro de la Academia Nacional de Dibujo como miembro asociado y se convirtió en miembro de pleno derecho en 1982. Sus trabajos se conservan en la Universidad de Harvard. En 1986, Blaine recibió el Lifetime Achievement Award del Women's Caucus for Art. 

## Exposiciones
2016
- Will You Be My Valentine?, Caldwell Gallery Hudson, Hudson
- Nell Blaine: Selected Works, Tibor de Nagy, New York

2012
- Nell Blaine: A Glowing Order: Printings and Watercolors at Tibor de Nagy Gallery, New York, NY

2007
- Nell Blaine: Image and Abstraction, Paintings and Drawings 1944-1959 at Tibor de Nagy Gallery, New York, NY

2004
- Nell Blaine: Selected Works at Tibor de Nagy Gallery, New York, NY

2003
- Nell Blaine: Artist in the World: Work from the 1950s at Tibor de Nagy Gallery, New York, NY[17]
- The Jane Street Gallery: Celebrating New York's First Artist Cooperative at Tibor de Nagy Gallery, New York, NY
- Nell Blaine: Abstract Paintings and Works on Paper at Valerie Carberry Gallery, Chicago, IL
- Nell Blaine/ Theresa Pollak at Reynolds Gallery, Richmond, VA

2001
- Nell Blaine: Sensations of Nature at Cape Ann Historical Museum, Gloucester, MA, and Marsh Art Gallery, Richmond, VA
- Nell Blaine: The Abstract Work at Tibor de Nagy Gallery, New York, NY 1998
- Shattering the Southern Stereotype: Jack Beal, Nell Blaine, Dorothy Gillespie, Sally Mann, Cy Twombly at Longwood Center for the Visual Arts, Farmville, VA 1987
- Nell Blaine at Fischbach Gallery, New York, NY 1985
- Nell Blaine: Paintings, Drawings, and Etchings at Reynolds/Minor Gallery, Richmond, VA 1973
- Nell Blaine at Virginia Museum of Fine Arts, Richmond, VA 1960
- Nell Blaine: Paintings of Greece at Poindexter Gallery, New York, NY 1948
- Nell Blaine at Jane Street Gallery, New York, NY 1945
- The Women at Art of This Century, New York, NY